# Casa Tagle

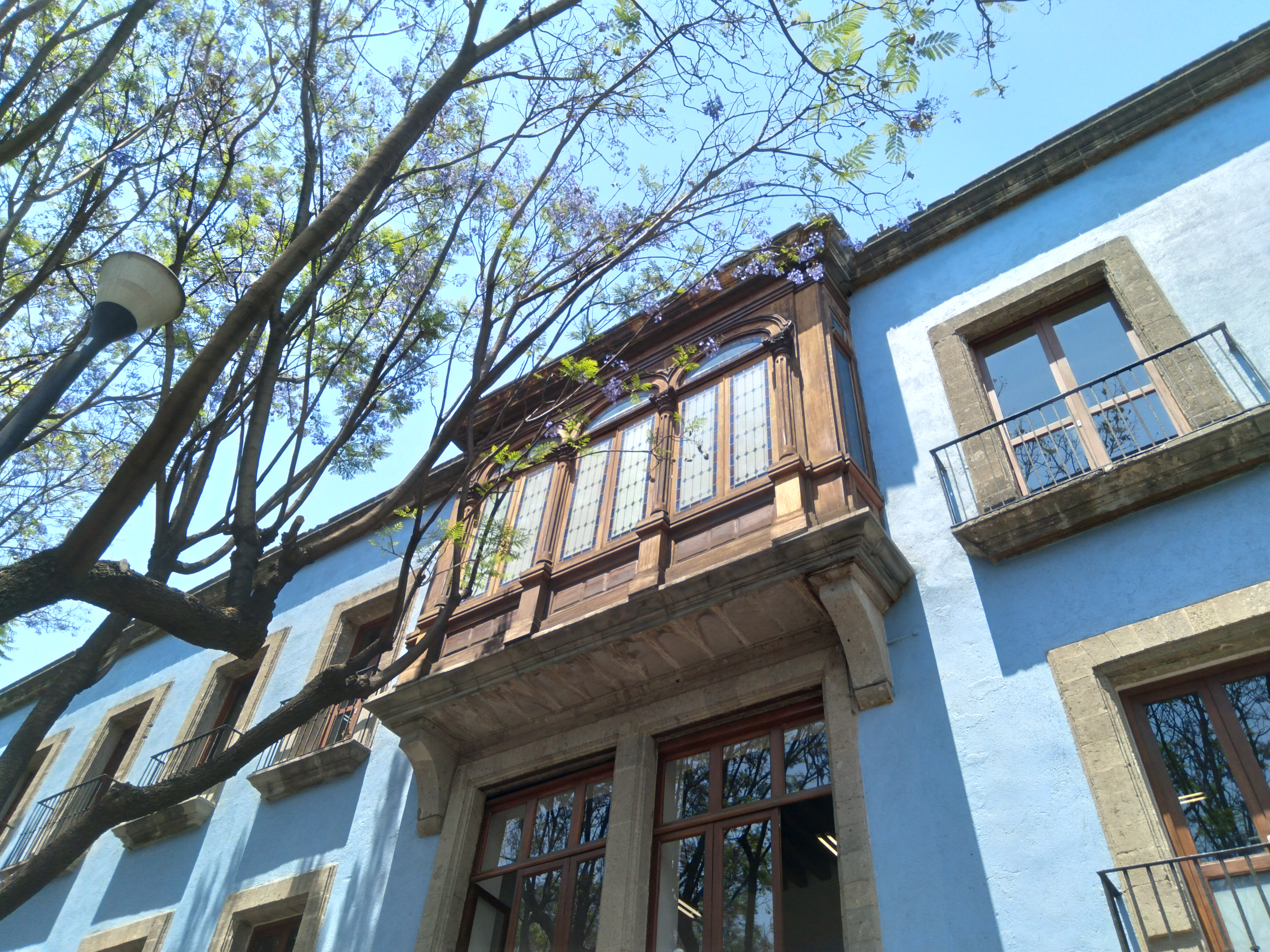
El balcón Peruano de la fachada sur de la casa

La casa Tagle se encuentra en el número 74 de la calle República de Brasil en el barrio de la Lagunilla del centro histórico de la Ciudad de México en la alcaldía Cuauhtémoc y fue construida a finales del siglo XVIII y modificada a finales del siglo XIX. Es una de las construcciones más emblemáticas del barrio y un buen ejemplo de las casonas que se edificaron durante los periodos de auge de este.

## Historia
A finales del siglo XVIII Don Joaquín Aldana había adquirido y unido varias propiedades frente a la Parroquia de santa Catarina, en las cuales construyó su casa. Don Joaquín murió en 1824 y dejó como albacea al coronel insurgente Ignacio Paz y Tagle, quien adquirió la casa y al morir en 1829 la heredó a su primo Mariano Pérez de Tagle quien se estableció en ella con su familia, formando una dinastía cuyos descendientes habitaron la casa hasta principios del siglo XX e hicieron fortuna por medio de las haciendas pulqueras de Irolo y San Bartolomé de los Tepetates que la familia poseía en el Valle de Apan. El tercer nivel de la casa, su oratorio y su emblemático balcón de estilo Limeño republicano fueron construidos a finales del siglo XIX.
En 1929 murió Luciano Tagle, el último heredero de la familia quien dispuso en su testamento que todos sus bienes se destinaran a la creación de una fundación de beneficencia. El 24 de febrero de 1930 fue creada esta institución, la cual en 1935 estableció en la casa Tagle el hospital de maternidad “San Antonio de Padua”, que funcionó en el lugar hasta 1970. Tras el cierre del hospital, los espacios de la planta baja de la casa fueron adaptados y remodelados para diversos usos comerciales y el resto de la casa fue sede de la Fundación Tagle hasta el 2010, año en que la fundación cambió de sede y la casa fue vendida al Fideicomiso del Centro Histórico. En 2011 fue restaurada para establecer el Centro de Legalidad y Justicia; un proyecto del Fideicomiso y del Gobierno del Distrito Federal para reunir varias dependencias jurídicas y administrativas del Centro Histórico en un solo lugar

## Hechos históricos
- En esta casa vivió el militar y político Protasio Tagle